# 戴月娥
戴月娥（1959年12月5日—），香港演員，前無綫電視藝員，1980年香港小姐冠軍及最上鏡小姐。丈夫為英國人，婚後淡出娛樂圈並移居英國，育有三子，2005年回流香港，開設美容產品公司「進悅堂」。

## 電視劇（無綫電視）
- 1980年：新CID 飾 Connic Ng
- 1981年：無雙譜 飾 青鳥公主
- 1982年：鱷魚潭 飾 楊小曼
- 1983年：再見十九歲 飾 梁清清
- 1983年：香港83 飾 義玲（第45 48 66 67 84 107集）

## 電影
- 1983年：第一把交椅
- 1984年：毁灭號地车

## 获得獎項
- 1980年度香港小姐競選冠軍